# Ciro Rodriguez
Ciro Davis Rodriguez, född 9 december 1946 i Piedras Negras, Coahuila, är en mexikansk-amerikansk politiker. Han representerade delstaten Texas 28:e distrikt i USA:s representanthus 1997–2005 och Texas 23:e distrikt 2007–2011.
Rodriguez gick i skola i Harlandale High School i San Antonio, Texas. Han avlade 1973 kandidatexamen vid St. Mary's University och 1978 masterexamen vid Our Lady of the Lake University.
Kongressledamoten Frank Tejeda avled 1997 i ämbetet. Rodriguez vann fyllnadsvalet för att efterträda Tejeda i representanthuset. Henry Cuellar besegrade Rodriguez i demokraternas primärval inför kongressvalet 2004. Rodriguez lyckades två år senare bli invald från Texas 23:e distrikt.